# Małoje Połpino
Małoje Połpino (ros. Малое Полпино) – wieś (sieło) w Rosji, w obwodzie briańskim, w rejonie briańskim. W 2010 liczyła 926 mieszkańców.